# León Federico Aneiros
León Federico Aneiros o Aneyros, (Buenos Aires, 28 de junio de 1826 - íd., 3 de septiembre de 1894) fue un prelado católico argentino, que fue arzobispo de Buenos Aires desde 1873 hasta su fallecimiento.

## Biografía
Hijo de un español emigrado al Río de la Plata, de niño fue empleado del comercio del coronel Antonino Reyes, que sería más tarde hombre de confianza del gobernador Juan Manuel de Rosas. Reyes lo ayudó a estudiar en el Colegio de San Ignacio y en la Escuela de San Francisco de Buenos Aires. Se doctoró en teología en 1846, y dos años más tarde en derecho canónico. En 1848, el 12 de julio, se ordenó diácono, y el 7 de octubre se ordenó sacerdote.

## Sacerdocio y carrera eclesiástica
Fue profesor de humanidades en un colegio, y canónigo de la Catedral de Buenos Aires. En 1853 fundó el periódico La Religión, que enfrentaba las posiciones anticlericales de varios dirigentes porteños, entre ellos Domingo Faustino Sarmiento; entre sus colaboradores se contaron Olegario Correa y Félix Frías. Escribió notas polémicas, la biografía de Saturnino Segurola, artículos sobre historia eclesiástica, sobre el patronato eclesiástico, y sobre oratoria sagrada.
En 1854 fue el primer vicerrector del seminario diocesano, y ese mismo año dictó cátedra de derecho canónico en la Universidad de Buenos Aires. También fue elegido diputado del Estado de Buenos Aires; se mantuvo leal a la política porteña de enfrentamiento con la Confederación Argentina, y defendió en lo que pudo los derechos tradicionales de la Iglesia católica.
En 1855 fue nombrado secretario del obispo de Buenos Aires, Mariano José de Escalada. En 1864 dejó el Seminario para dirigir un colegio católico, y al año siguiente fue provisor del obispado, ya que Buenos Aires había sido elevada a Arquidiócesis. Acumuló también los títulos de deán de la catedral y gobernador del obispado en 1869, cuando Escalada viajó a Roma, a participar del Concilio Vaticano I.

## El segundo arzobispo de Buenos Aires

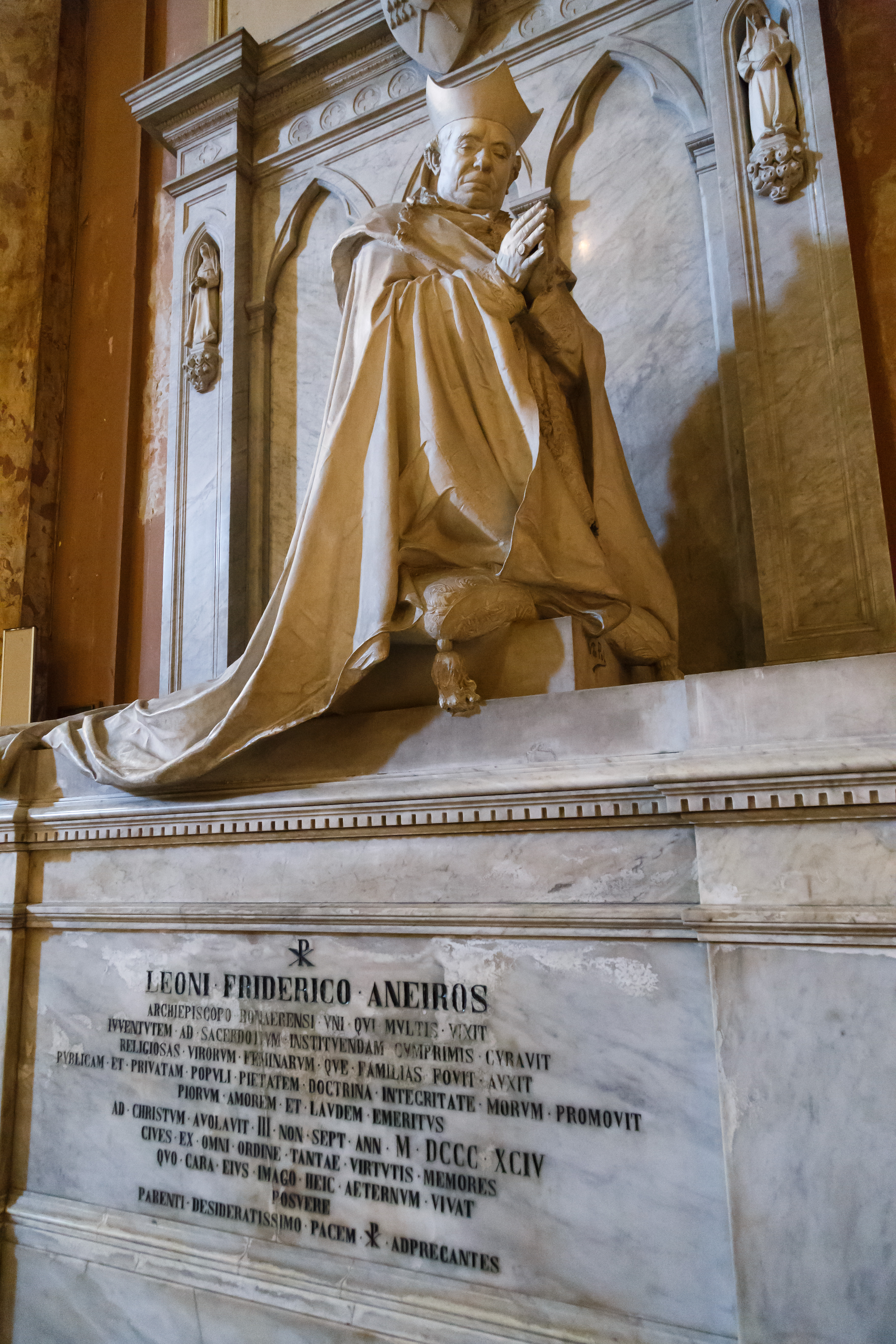
Tumba de León Federico Aneiros en la Catedral Metropolitana de Buenos Aires.

Escalada falleció durante su estadía en Roma, y Aneiros fue nombrado vicario apostólico de la Arquidiócesis, cargo que ocupó por tres años; junto a ese cargo fue elevado a la dignidad de obispo de Aulón, una curiosa forma que tenían los papas de nombrar un obispo para Buenos Aires que no dependiera del patronato que reclamaban los gobiernos de las repúblicas sudamericanas, y que el papado no había reconocido.
En julio de 1873 fue nombrado  arzobispo de Buenos Aires elegido por el Papa Pío IX. Ese mismo año fue también electo diputado nacional por el Partido Autonomista Nacional, en un intento de atraer a los católicos practicantes al partido y alejarlos de la influencia del mitrismo. Las elecciones, viciadas de fraude, causaron la revolución de 1874.
Cuando la iglesia y el Colegio jesuitas fueron destruidos por un incendio, el obispo lanzó una gran campaña para reedificarlos, con un plano mucho más ambicioso. También se esforzó por extender la evangelización por las nuevas tierras conquistadas a los indígenas mapuches, tanto en la pampa central como en la Patagonia. Para la dura tarea de expandir la Iglesia en esta zona llamó a los Padres Lazaristas, que no pudieron cumplir sus compromisos. Por eso se apoyó en la acción de los Salesianos, que fueron claves en la cristianización del sur del país.
El gobierno de Nicolás Avellaneda mantuvo buenas relaciones con la Iglesia Católica, especialmente porque el presidente era un católico sincero. Pero con la elección de Julio Argentino Roca, llegó al poder un grupo de políticos que hacían gala de un laicismo que rayaba en el anticlericalismo.
El gobierno, inspirado sobre todo por el ministro Guillermo Rawson, se lanzó a una campaña de enfrentamiento con la Iglesia Católica: sin prever la reacción de las autoridades de la Iglesia Católica y de los creyentes – o más bien con la intención de provocarlos – se anunció el lanzamiento de la ley de educación común y laica, el registro civil, el matrimonio civil y el patronato de la Iglesia por el gobierno nacional. Los enfrentamientos se llevaron adelante en el Congreso y sacudieron a la sociedad. Roca puso todo el peso del gobierno en contra de los líderes católicos, como José Manuel Estrada y Pedro Goyena.
La Iglesia Católica fue derrotada y obligada a aceptar un papel cada vez más secundario. El escándalo causado por la expulsión del legado pontificio por unos escritos atacando la posición del gobierno, y un atentado contra la vida del obispo representaron el momento más crudo del enfrentamiento.
Aneiros nunca llegó a ver el comienzo de la siguiente etapa, en que la Iglesia y el Estado convivirían relativamente en paz. Falleció en Buenos Aires el 3 de septiembre de 1894.